# Алёшин, Иван Павлович
Иван Павлович Алешин — советский хозяйственный и политический деятель.

## Биография
Родился в 1907 году. Член КПСС с 1930 года.
В 1923—1948 — инженерный, хозяйственный и руководящий работник на предприятиях авиационной промышленности, парторг ЦК ВКП(б) завода номер 23 НКАП СССР.
В 1948—1957 гг. — первый секретарь Подольского горкома ВКП(б)/КПСС.
В 1957—1970 гг. — директор Подольского кабельного завода Министерства электротехнической промышленности СССР.
Делегат XIX, XX и XXVII съездов КПСС.
Жил в Подольске.

## Награды
- Орден Ленина
- Орден Красной Звезды
- Орден Знак Почёта